# Vysoká seč
Vysoká seč är ett berg i Tjeckien.   Det ligger i regionen Ústí nad Labem, i den nordvästra delen av landet, 100 km väster om huvudstaden Prag. Toppen på Vysoká seč är 1 006 meter över havet.
Terrängen runt Vysoká seč är kuperad åt sydväst, men åt nordost är den platt.Runt Vysoká seč är det glesbefolkat, med 19 invånare per kvadratkilometer. Närmaste större samhälle är Kadaň, 16,0 km öster om Vysoká seč. I omgivningarna runt Vysoká seč växer i huvudsak blandskog.